# ゴプニク

フルシチョフカの典型的なゴプニク

ゴプニク（ロシア語: гопник, gópnik, ロシア語発音: [ˈgopnʲɪk], ウクライナ語: гопники, hopnyky, ベラルーシ語: гопнік, hopnik）とは、ロシア、ウクライナ、ベラルーシや他の元ソ連構成国の下位文化の一種である。主にロシア郊外に居住し、労働者階級に属する若い男性（または女性）を指す言葉とされる。
女性形はゴプニツァ（ロシア語: гопница, gópnica, ロシア語発音: [ˈgopnʲɪt͡sə]）。 集合名詞はゴポタ（ロシア語: гопота, gopotá, ロシア語発音: [gəpəˈta]）。
ゴプニクの下位文化はロシア帝国後期を起源とし、20世紀にソ連の多くの都市で発達した。2010年代後半にはそのほとんどが衰退したにもかかわらず、A.U.E.などのゴプニクに似た若者のギャングが未だにロシアや他のスラヴ諸国、バルト諸国に存在する。

## 語源
「ひったくり」を意味するロシア語のスラングのゴプ・ストップ（ロシア語: гоп-стоп, gop-stóp, ロシア語発音: [gop stop]）に由来する。
一方で、市慈善協会（ロシア語: Городское Общество Призрения, Gorodskóje Óbščestvo Prizrénija, ロシア語発音: [gərɐt͡sˈkoje ˈopɕːɪstvə prʲɪzˈrʲenʲɪjə]）の頭文字である GOP とも関係があると思われる。

## 外見とふるまいの固定観念

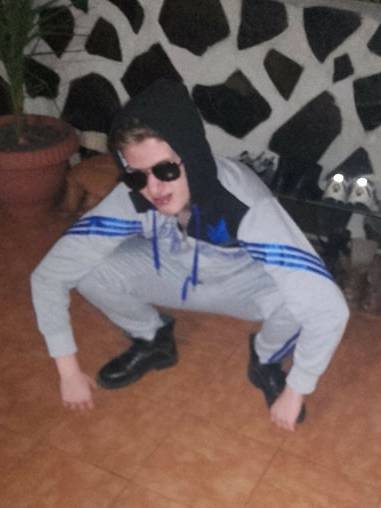
スラヴ・スクワット

ゴプニクはよく、フルシチョフカや学校の外に集まり、かかとを地面に着けながらスラヴ・スクワット、俗に言う「不良座り」をしている。これは冷たい地面に座ることを避けるというロシアの刑務所文化から来ている。 
ゴプニクはよく、アディダスやプーマ（ほとんどはアディダス）のトラックスーツを着ている。これは、1980年モスクワオリンピックのソビエト連邦選手団から影響を受けている。それに加えて平たい帽子やアディダスのバックパック、革靴を着用していることもある。 
ひまわりの種（ロシア語: семки, sémki, ロシア語発音: [ˈsʲemkʲɪ] もしくは семечки, sémečki, ロシア語発音: [ˈsʲemʲɪt͡ɕkʲɪ]）は特にウクライナとロシアのゴプニク達にとって常食である。
ゴプニクと言えばしばしば、安いアルコール飲料や低品質のウォッカ、軽いビールやクワス、安いタバコ、安っぽい携帯電話、ハードベース（電子音楽の一種）、時には銃などが連想される。また、彼らは汚い言葉を話したり、粗末に振る舞ったりする。 ゴプニクはしばしば、ラーダや古いBMWを移動手段とする。また自らをゴプニクと自称する者たちは自虐的にこの文化の担い手である事を面白可笑しく表現しており、一部の動画がYouTube上で爆発的に再生されている。 
ゴプニク達は頻繁にロシア民族主義やパン・スラヴ主義を唱えており、極右的な政治思想を持つ。また、ゴプニク達は強い反西洋的な思想もあわせ持つ。